# Upside-Down Magic – Magie steht Kopf
Upside-Down Magic – Magie steht Kopf (Originaltitel: Upside-Down Magic) ist ein US-amerikanischer Fantasy-Fernsehfilm der Walt Disney Company basierend auf dem gleichnamigen Buch. Der Film wurde am 31. Juli 2020 in den USA auf dem Disney Channel ausgestrahlt. Die deutsche Erstausstrahlung des Disney Channel Original Movie fand am 16. Oktober 2020 statt.

## Handlung
Die besten Freundinnen Elinor (Nory) und Reina schreiben sich in der Sage-Akademie für magische Studien ein. Dort gibt es fünf Häuser. Die Flickers können Sachen bewegen(im Buch sich und Sachen unsichtbar machen), die Fuzzys mit Tieren sprechen, die Flyers fliegen, die Fluxers sich in Tiere verwandeln und die Flares Feuer beherrschen. Reina kommt in die Flare-Klasse, wohingegen Nory in die Upside-Down-Magic-Klasse kommt, auch UDM genannt, weil sie sich in einen Katzen-Drachen-Hybrid verwandelt bei der offiziellen Einweisung vor der Direktorin und den Lehrern. Die meisten nehmen an, dass die UDM-Klasse nur für die unbegabten Schüler sei, die mit ihren Kräften nur Schaden anrichten können. Jedoch möchte Nory jedem beweisen, dass die Upside-Down-Magic-Klasse noch vieles mehr kann. Währenddessen hat es Reina nicht leicht in der Sage-Akademie. Sie findet ein Buch über schwarze Magie und liest darin, wie man seine Kräfte sehr stark werden lässt. Reina möchte am Besuchstag etwas vorführen und die Flare-Klasse vertreten. Dabei muss sie gegen Phillip, einen viel erfahrenderen Schüler antreten. Ihre mysteriöse Mitschülerin Chandra möchte ihr helfen. Reina gewinnt, da ihre Kräfte plötzlich unglaublich stark sind. Als Chandra dies bemerkt, nutzt sie die Gelegenheit, um Reina als neuen Wirt für die schwarze Magie zu verwenden. Die schwarze Magie versucht, die gesamte Sage-Akademie zu zerstören, weshalb die UDM-Klasse an ihren Kräften arbeitet, um die Schule zu retten.
Am Ende schaffen Pepper, Andres, Elliot und Nory die schwarze Magie zu zerstören und werden in die offiziellen Häuser eingeteilt. Im Post-Credit, sieht man, dass die schwarze Magie noch nicht ganz besiegt ist.

## Produktion
Im Jahr 2015 zog der Disney Channel in Erwägung, an einer Realverfilmung des Buches zu arbeiten. Die Produktion fing im August 2019 statt. Der Trailer zum Film erschien am 18. Juni 2020.

## Rezeption
Die Erstausstrahlung in den USA verfolgten 1,31 Millionen Menschen.